# شهرستان آلپاین (کالیفرنیا)
شهرستان آلپاین کوچکتربن شهرستان از نظر جمعیت در ایالت کالیفرنیای آمریکا می‌باشد. مطابق با سرشماری سال ۲۰۰۰ جمعیت آن معادل ۱٬۲۰۸ نفر می‌باشد. بخشداری آن مارک لوی می‌باشد.
شهرستان آلپاین در سیرا نوادا، بین دریاچه تاهو و پارک ملی یوسیمیتی واقع شده‌است.